# 554 TCN
554 TCN là một năm trong lịch La Mã.